# Emilka na falach życia
Emilka na falach życia (alternatywne tytuły : "Emilka szuka szczęścia", "Dorosłe życie Emilki", oryg. Emily's Quest, 1927), powieść Lucy Maud Montgomery. Ciąg dalszy Emilki ze Srebrnego Nowiu i Emilka dojrzewa.
Emilka ukończyła już gimnazjum i próbuje swych sił w pisaniu. Ilza i Ted wyjechali na studia, a Perry osiąga coraz to nowe sukcesy. Dean oświadcza się jej, a Emilka przyjmuje oświadczyny. Napisała swą pierwszą książkę, ale gdy Dean uważa ją za słabą, spala ją. Dean kupuje Rozczarowany Dom i przez całe lato urządzają swoje gniazdko. Nagle, dwa tygodnie przed ślubem, Emilka zrywa zaręczyny. Dean przyznaje, że pierwsza książka Emilki była bardzo dobra, ale on z zazdrości nazwał ją słabą.
Tymczasem do domu wracają Ted i Ilza. Postanawiają każdego dnia bawić się do upadłego. Na jednym z przyjęć Ted oświadcza się Ilzie, i łamie przy okazji serduszko Emilki.
Kolejny rok mija spokojnie, ale potem wraca Ted i Ilza. Gdy Ted odjeżdża bez pożegnania, Emilka postanawia o nim zapomnieć. Zaprzyjaźnia się z jego matką, panią Kent.
I w końcu odbędzie się ślub Teda i Ilzy. Emilka jest ich druhną.Jednak chwilę przed rozpoczęciem ceremonii okazuje się, że Perry miał ciężki wypadek samochodowy. Ilza uciekła. Po dwóch dniach wraca i wyznaje Emilce, że kocha Perry'ego.
Pani Kent źle się czuje. Na łożu śmierci wyjawia Emilce, że Ted napisał wtedy do Emilki list pożegnalny, ale ona była zbyt zazdrosna, i nie dała jej tego listu. Emilka wybacza jej.
A list był ważny, Teddy wyznał w nim swą miłość do Emilki.